# Brian Sylvestre
Pour les articles homonymes, voir Sylvestre.
Brian Sylvestre né le 19 décembre 1992 à Hollywood en Floride, est un footballeur international haïtien qui joue au poste de gardien de but.

## Biographie

### Carrière de joueur

#### Débuts et formation
Natif d'Hollywood, Brian Sylvestre joue dans plusieurs clubs de Floride, dont le Weston FC,. En 2008, il rejoint l'académie IMG, avant de rejoindre l'académie des Whitecaps de Vancouver,,.

#### Carrière en club
Il signe avec les Whitecaps de Vancouver son premier contrat en tant que Homegrown Player le 15 mars 2011. Il devient le troisième joueur formé au club de l'histoire de la franchise. Malheureusement il ne dispute aucune rencontre en équipe première et son contrat n'est pas prolongé le 8 novembre 2012.
Début 2013, il rejoint les City Islanders de Harrisburg qui évoluent en USL Pro. En raison d'une blessure à la jambe, il déclare forfait pour la rencontre de U.S. Open Cup contre Reading United,. Le 18 juin 2013, il dispute sa première rencontre lors d'un match amical contre le Union de Philadelphie (défaite 2-4),,. Le 19 mars 2014, il signe un nouveau contrat avec les City Islanders. Il fait ses débuts en match officiel, le 14 mai, contre Lehigh Valley United en U.S. Open Cup (victoire 0-4). Malgré la défaite 3-1 en prolongation, il réalise dix arrêts pendant la rencontre de U.S. Open Cup contre le Union de Philadelphie,. Cantonné au rôle de gardien remplaçant lors de ses deux saisons à Harrisburg.
Après avoir passé la pré-saison à Philadelphie, mais le 6 février 2015, il rejoint les RailHawks de la Caroline qui évoluent en NASL,. Le 7 mai, il est prêté au Union de Philadelphie,, à la suite des indisponibilités de John McCarthy (en) et d'Andre Blake. Deux jours plus tard, il fait ses débuts en Major League Soccer face aux Whitecaps de Vancouver (défaite 3-0),. Son prêt est prolongé de huit semaines,. Lors de son deuxième match en MLS, le 17 mai, il réalise son premier blanchissage (1-0),. Puis, il réintègre les RailHawks pour la rencontre de U.S. Open Cup contre l'Independence de Charlotte. Il joue finalement douze matchs en MLS et retourne en Caroline du Nord pour la saison 2016. Le 24 avril 2017, il est nommé joueur de la semaine de la NASL.
Après deux bonnes saisons en NASL,, il rejoint le Galaxy de Los Angeles le 12 janvier 2018. Il ne dispute aucun match avec l'équipe première, seulement deux matchs avec la réserve du Galaxy. Son contrat n'est pas prolongé au terme de la saison.
Libre de tout contrat, le 14 janvier 2019, il rejoint Forward Madison. Il se blesse à la main durant la pré-saison et commence la saison en tant que remplaçant de Ryan Coulter,. Le 11 mai, il fait ses débuts en USL League One face aux Red Wolves de Chattanooga (en) (2-2). Il remporte quatre fois l'arrêt de la semaine de la USL League One au cours de la saison inaugurale,,,.
Le 23 janvier 2020, il est transféré au Miami FC en USL Championship,,. Malgré son temps de jeu limité, il prolonge son contrat d'un année supplémentaire avec son club.

#### Carrière internationale
Possédant à la fois la nationalité américaine et haïtienne, il est éligible pour la sélection américaine mais aussi pour Haïti, pays dont il possède des origines,. Il représente les États-Unis avec les moins de 17 ans et des moins de 20 ans.
Le 25 juin 2021, il est convoqué pour la première fois en équipe d'Haïti par le sélectionneur Jean-Jacques Pierre pour la dernière phase de qualification à la Gold Cup 2021. Il est le gardien titulaire de l'équipe haïtienne, à la suite des mauvaises performances de Josué Duverger lors de la défaite 3-0 face au Canada et le capitaine Johny Placide qui décline sa convocation,,.
Il connait sa première sélection le 6 juillet 2021, lors du match de qualification à la Gold Cup face aux Bermudes, titularisé pour la victoire 4-1 des Grenadiers,, et Haïti se qualifie ainsi pour la Gold Cup 2021. Il enchaine avec une deuxième titularisation en ouverture de la Gold Cup contre les États-Unis. Malgré la défaite (1-0), il réalise une bonne prestation contre le pays hôte,. Puis, il enregistre une nouvelle défaite face au Canada (4-1), et ensuite face à la Martinique, il remporte sa première victoire (2-1),. Haïti est éliminé au premier tour.
Le 15 août 2021, à l'occasion de la trêve internationale de septembre 2021, il est à nouveau sélectionné pour prendre part à deux matchs amicaux contre Bahreïn et la Jordanie,.

### Carrière d'entraîneur
Jeune retraité des terrains, Brian Sylvestre devient l'assistant de Jay Harris aux Sand Sharks de South Carolina-Beaufort (en) — qui évoluent en Division II — en 2022,. En janvier 2023, il rejoint les Clovers de Savannah — évoluant en NISA (en) — au poste d'entraîneur des gardiens.

## Statistiques

### Statistiques détaillées
| Saison                | Club                         | Championnat           | Championnat | Championnat | Coupe(s) nationale(s) | Coupe(s) nationale(s) | Séries | Séries | Haïti | Haïti | Total | Total |
| Saison                | Club                         | Division              | M.          | B.          | M.                    | B.                    | M.     | B.     | M.    | B.    | M.    | B.    |
| 2011                  | Whitecaps de Vancouver       | MLS                   | 0           | 0           | -                     | -                     | -      | -      | -     | -     | 0     | 0     |
| 2012                  | Whitecaps de Vancouver       | MLS                   | 0           | 0           | -                     | -                     | -      | -      | -     | -     | 0     | 0     |
| Sous-total            | Sous-total                   | Sous-total            | 0           | 0           | -                     | -                     | -      | -      | -     | -     | 0     | 0     |
| 2013                  | City Islanders de Harrisburg | USL Pro               | 0           | 0           | -                     | -                     | 0      | 0      | -     | -     | 0     | 0     |
| 2014                  | City Islanders de Harrisburg | USL Pro               | 3           | 0           | 3                     | 0                     | 0      | 0      | -     | -     | 6     | 0     |
| Sous-total            | Sous-total                   | Sous-total            | 3           | 0           | 3                     | 0                     | 0      | 0      | -     | -     | 6     | 0     |
| 2015                  | RailHawks de la Caroline     | NASL                  | 0           | 0           | 1                     | 0                     | -      | -      | -     | -     | 1     | 0     |
| 2016                  | RailHawks de la Caroline     | NASL                  | 19          | 0           | 0                     | 0                     | -      | -      | -     | -     | 19    | 0     |
| 2017                  | North Carolina FC            | NASL                  | 29          | 0           | 2                     | 0                     | -      | -      | -     | -     | 31    | 0     |
| Sous-total            | Sous-total                   | Sous-total            | 48          | 0           | 3                     | 0                     | -      | -      | -     | -     | 51    | 0     |
| 2015                  | Union de Philadelphie (prêt) | MLS                   | 12          | 0           | -                     | -                     | -      | -      | -     | -     | 12    | 0     |
| 2018                  | Galaxy de Los Angeles        | MLS                   | 0           | 0           | -                     | -                     | -      | -      | -     | -     | 0     | 0     |
| 2018                  | Galaxy II de Los Angeles     | USL                   | 2           | 0           | -                     | -                     | -      | -      | -     | -     | 2     | 0     |
| 2019                  | Forward Madison              | USL1                  | 16          | 0           | 3                     | 0                     | 1      | 0      | -     | -     | 20    | 0     |
| 2020                  | Miami FC                     | USLC                  | 2           | 0           | -                     | -                     | -      | -      | -     | -     | 2     | 0     |
| 2021                  | Miami FC                     | USLC                  | 2           | 0           | -                     | -                     | -      | -      | 6     | 0     | 8     | 0     |
| Sous-total            | Sous-total                   | Sous-total            | 4           | 0           | -                     | -                     | -      | -      | 6     | 0     | 10    | 0     |
| Total sur la carrière | Total sur la carrière        | Total sur la carrière | 85          | 0           | 9                     | 0                     | 1      | 0      | 6     | 0     | 101   | 0     |

## Distinctions personnelles
- Désigné une fois « joueur de la semaine de la NASL » et quatre fois « arrêt de la semaine de la USL League One »
- Désigné deux fois dans l'« équipe-type de la semaine de la USL League One »